# Championnat d'Angleterre de rugby à XV 2006-2007
Navigation
Guinness Premiership 2005-2006 Guinness Premiership 2007-2008
Le Championnat d'Angleterre de rugby à XV, qui porte le nom Guinness Premiership de son sponsor du moment, oppose pour la saison 2006-2007 les douze meilleures équipes anglaises de rugby à XV.
Le championnat a débuté le 2 septembre 2006 et s'est achevé le 12 mai 2007 par la finale au stade de Twickenham. En raison de la coupe du monde de rugby, le calendrier du championnat a été aménagé pour que la saison termine deux semaines plus tôt que d'habitude et que l'équipe d'Angleterre bénéficie d'une préparation plus longue pour la défense de son titre acquis en 2003. Une première phase de classement voit s'affronter toutes les équipes en matches aller et retour. À la fin de cette phase régulière, les quatre premières équipes sont qualifiées pour les demi-finales et la dernière du classement est rétrogradée en National Division One. La saison se termine sur une phase de play-off avec des demi-finales et une finale pour l'attribution du titre. Cette saison, les Harlequins ont accédé à l'élite et remplacent les Leeds Tykes qui ont été rétrogradés en National Division One.
Pour cette saison, les mi-temps des matches ont été allongées de cinq minutes, passant des dix minutes traditionnelles à quinze minutes. Ce changement est issu d'un choix économique destiné à permettre aux clubs de profiter de l'augmentation de l'affluence dans les stades en vendant plus de boissons.
Les Leicester Tigers sont sacrés champions après avoir battu Gloucester Rugby en finale. Gloucester termine la phase régulière en tête puis bat les Saracens en demi-finale. Le club de Bristol Rugby, troisième de la phase régulière et demi-finaliste, ainsi que les London Wasps et les London Irish, respectivement cinquièmes et sixièmes de la phase régulière, sont qualifiés pour la Hcup 2007-2008. Le club des Harlequins est le septième représentant anglais pour la H-cup 2007-2008 puisqu'un club anglais (en l'occurrence les London Wasps) est allé plus loin dans l'édition 2006-2007 que tous les clubs français et italiens. Le club de Northampton Saints termine la phase de poule à la dernière place et est rétrogradé en National Division One.

## Liste des équipes en compétition
La compétition oppose pour la saison 2006-2007 les douze meilleures équipes anglaises de rugby à XV :
| - Bath Rugby - Bristol Rugby - Gloucester Rugby - Harlequins | - Leicester Tigers - London Irish - London Wasps - Newcastle Falcons | - Northampton Saints - Sale Sharks - Saracens - Worcester Warriors |

## Résumé des résultats

### Classement de la phase régulière
| Rang | Club               | J  | V  | N | D  | Bo | Bd | Pm  | Pe  | Diff | Pts |
| ---- | ------------------ | -- | -- | - | -- | -- | -- | --- | --- | ---- | --- |
| 1    | Gloucester Rugby   | 22 | 15 | 2 | 5  | 3  | 4  | 531 | 404 | +127 | 71  |
| 2    | Leicester Tigers   | 22 | 14 | 1 | 7  | 9  | 5  | 569 | 456 | +113 | 71¹ |
| 3    | Bristol Bears      | 22 | 14 | 1 | 7  | 3  | 3  | 398 | 394 | +4   | 64  |
| 4    | Saracens           | 22 | 12 | 2 | 8  | 7  | 4  | 539 | 399 | +140 | 63  |
| 5    | Wasps RFC          | 22 | 12 | 1 | 9  | 5  | 6  | 504 | 431 | +73  | 61  |
| 6    | London Irish       | 22 | 12 | 0 | 10 | 3  | 2  | 398 | 407 | -9   | 53  |
| 7    | Harlequins (P)     | 22 | 10 | 0 | 12 | 5  | 6  | 503 | 438 | +65  | 51  |
| 8    | Bath Rugby         | 22 | 8  | 2 | 12 | 2  | 7  | 428 | 492 | -64  | 45  |
| 9    | Newcastle Falcons  | 22 | 9  | 0 | 13 | 2  | 6  | 435 | 528 | -93  | 44  |
| 10   | Sale Sharks (T)    | 22 | 8  | 1 | 13 | 2  | 6  | 414 | 500 | -86  | 42  |
| 11   | Worcester Warriors | 22 | 6  | 1 | 15 | 0  | 8  | 346 | 459 | -113 | 34  |
| 12   | Northampton Saints | 22 | 6  | 1 | 15 | 1  | 6  | 342 | 499 | -157 | 33  |

¹ Leicester a un point de pénalité pour avoir disputé un match avec un joueur non qualifié.
|  | Qualifiés pour la phase finale et la Coupe d'Europe 2007-2008 (no 1, no 2, no 3, no 4). |
|  | Qualifié pour la Coupe d'Europe 2007-2008 (no 5, no 6). |
|  | Qualifié pour la Coupe d'Europe 2007-2008 (no 7) car un club anglais, en l'occurrence les London Wasps, est allé plus loin dans l'édition 2006-2007 que tous les clubs français du Top 14 ou italiens du Super 10.                |
|  | Relégué en National Division One pour la saison 2007-2008 (no 12). |
|  | T : Tenant du titre 2006 • P : Promu 2006 V : Victoires • N : Matches Nuls • D : Défaites • BO : Bonus Offensif • BD : Bonus Défensif • PP : Points Pour (marqués) • PC : Points Contre (encaissés) • Diff : Différence de points |

Attribution des points : victoire sur tapis vert : 5, victoire : 4, match nul : 2, défaite : 0, forfait : -2 ; plus les bonus (offensif : 4 essais marqués ; défensif : défaite par 7 points d'écart maximum).
Règles de classement : 1. Nombre de victoires ; 2.différence de points ; 3. nombre de points marqués ; 4. points marqués dans les matches entre équipes concernées ; 5. Nombre de victoires en excluant la première journée, puis la seconde journée, et ainsi de suite.

### Phase finale
Les quatre premiers de la phase régulière sont qualifiés pour les demi-finales. L'équipe classée première affronte à domicile celle classée quatrième alors que la seconde reçoit la troisième.
|  | Demi-finales                                | Demi-finales                                |                      |    | Finale                                      | Finale                                      |
|  | Demi-finales                                | Demi-finales                                |                      |    | Finale                                      | Finale                                      |
|  |                                             |                                             |                      |    |                                             |                                             |
|  | 5 mai 2007 au Kingsholm Stadium, Gloucester | 5 mai 2007 au Kingsholm Stadium, Gloucester |                      |    | 12 mai 2007 au stade de Twickenham, Londres | 12 mai 2007 au stade de Twickenham, Londres |
|  | 5 mai 2007 au Kingsholm Stadium, Gloucester | 5 mai 2007 au Kingsholm Stadium, Gloucester |                      |    | 12 mai 2007 au stade de Twickenham, Londres | 12 mai 2007 au stade de Twickenham, Londres |
|  | [1] Gloucester Rugby                        | 50                                          |                      |    | 12 mai 2007 au stade de Twickenham, Londres | 12 mai 2007 au stade de Twickenham, Londres |
|  | [1] Gloucester Rugby                        | 50                                          |                      |    | 12 mai 2007 au stade de Twickenham, Londres | 12 mai 2007 au stade de Twickenham, Londres |
|  | [4] Saracens                                | 9                                           |                      |    | 12 mai 2007 au stade de Twickenham, Londres | 12 mai 2007 au stade de Twickenham, Londres |
|  | [4] Saracens                                | 9                                           | [1] Gloucester Rugby | 16 |                                             |                                             |
|  | 5 mai 2007 à Welford Road, Leicester        |                                             | [1] Gloucester Rugby | 16 |                                             |                                             |
|  |                                             | [2] Leicester Tigers                        | 44                   |    |                                             |                                             |
|  | [2] Leicester Tigers                        | [2] Leicester Tigers                        | 44                   | 26 |                                             |                                             |
|  | [2] Leicester Tigers                        |                                             |                      | 26 |                                             |                                             |
|  | [3] Bristol Rugby                           | 14                                          |                      |    |                                             |                                             |
|  | [3] Bristol Rugby                           | 14                                          |                      |    |                                             |                                             |

## Résultats détaillés

### Résultats des matches de la phase régulière

#### Tableau synthétique des résultats
L'équipe qui reçoit est indiquée dans la colonne de gauche.
| Clubs              | BAT   | BRI   | GLO   | HAR   | LEI   | LOI   | LOW   | NOR   | NEW   | SAL   | SAR   | WOR   |
| ------------------ | ----- | ----- | ----- | ----- | ----- | ----- | ----- | ----- | ----- | ----- | ----- | ----- |
| Bath Rugby         |       | 12-19 | 21-21 | 31-23 | 43-25 | 17-21 | 30-19 | 20-14 | 22-17 | 18-16 | 20-20 | 17-11 |
| Bristol Rugby      | 16-6  |       | 14-12 | 33-20 | 30-13 | 7-12  | 26-21 | 22-21 | 31-19 | 15-9  | 13-13 | 22-17 |
| Gloucester Rugby   | 24-19 | 35-13 |       | 34-25 | 28-24 | 15-3  | 27-21 | 24-18 | 28-7  | 44-24 | 21-12 | 33-19 |
| Harlequins         | 9-3   | 15-8  | 21-31 |       | 15-21 | 34-17 | 16-23 | 42-15 | 34-19 | 49-0  | 16-20 | 20-6  |
| Leicester Tigers   | 29-25 | 43-15 | 27-27 | 27-22 |       | 26-18 | 40-26 | 39-5  | 9-10  | 35-23 | 28-15 | 40-21 |
| London Irish       | 15-7  | 11-23 | 11-22 | 20-19 | 26-25 |       | 16-13 | 38-12 | 40-5  | 14-31 | 7-22  | 26-16 |
| London Wasps       | 47-18 | 28-0  | 33-12 | 42-23 | 13-19 | 23-17 |       | 35-15 | 35-29 | 26-18 | 27-26 | 19-14 |
| Newcastle Falcons  | 12-20 | 26-21 | 19-12 | 3-14  | 31-29 | 21-26 | 37-11 |       | 16-7  | 40-25 | 20-14 | 20-19 |
| Northampton Saints | 33-18 | 8-14  | 5-7   | 15-28 | 10-15 | 27-22 | 8-6   | 25-23 |       | 18-18 | 13-35 | 9-10  |
| Sale Sharks        | 25-23 | 6-10  | 20-19 | 17-12 | 25-26 | 9-14  | 18-12 | 18-26 | 32-20 |       | 34-26 | 12-18 |
| Saracens           | 55-23 | 36-5  | 24-22 | 33-19 | 22-16 | 19-8  | 19-21 | 44-20 | 38-15 | 22-9  |       | 17-20 |
| Worcester Warriors | 21-15 | 11-41 | 24-33 | 20-27 | 6-13  | 14-16 | 3-3   | 23-21 | 18-23 | 13-25 | 22-7  |       |

|  | Victoire à domicile |  | Match nul |  | Défaite à domicile |

#### Détail des résultats
Les points marqués par chaque équipe sont inscrits dans les colonnes centrales (3-4) alors que les essais marqués sont donnés dans les colonnes latérales (1-6). Les points de bonus sont symbolisés par une bordure bleue pour les bonus offensifs (quatre essais ou plus marqués), orange pour les bonus défensifs (défaite avec au plus sept points d'écart), rouge si les deux bonus sont cumulés.

### Demi-finales
| Date       | Lieu              | Équipe           | Score  | Équipe   | Spectateurs |
| ---------- | ----------------- | ---------------- | ------ | -------- | ----------- |
| 5 mai 2007 | Kingsholm Stadium | Gloucester Rugby | 50 - 9 | Saracens | 9 300       |

Points marqués
- Gloucester Rugby : 7 essais de pénalité (10e), de Peter Richards (37e), Luke Narraway (46e), Anthony Allen (52e), Mark Foster (en) (59e), Andrew Hazell (65e), Christian Califano (69e), 6 transformations de Willie Walker (10e, 37e, 46e, 52e, 59e, 65e), 1 pénalité de Willie Walker (55e)
- Saracens : 3 pénalités de Glen Jackson (18e, 43e, 51e)

| Date       | Lieu         | Équipe           | Score   | Équipe        | Spectateurs |
| ---------- | ------------ | ---------------- | ------- | ------------- | ----------- |
| 5 mai 2007 | Welford Road | Leicester Tigers | 26 - 14 | Bristol Rugby | 10 675      |

Points marqués
- Leicester Tigers: 2 essais de Harry Ellis (9e), Geordan Murphy (33e), 2 transformations d'Andy Goode (9e, 33e), 4 pénalités d'Andy Goode (16e, 21e, 49e, 63e)
- Bristol Rugby: 1 essai de Sam Cox (43e), 3 pénalités de Danny Gray (4e, 19e, 29e)

### Finale
| Équipes                 | Gloucester Rugby - Leicester Tigers |
| Score                   | 16 - 44 (6 - 22) |
| Date                    | 12 mai 2007 |
| Stade                   | Twickenham, Londres |
| Spectateurs             | 59 400 |
| Arbitre                 | |
| Composition des équipes | |
| Gloucester Rugby        | Titulaires : 15 Willie Walker, 14 Iain Balshaw, 13 James Simpson-Daniel, 12 Anthony Allen, 11 Mark Foster, 10 Ryan Lamb, 9 Peter Richards (53e), 8 Luke Narraway, 7 Andrew Hazell, 6 Peter Buxton (15e), 5 Alex Brown, 4 Will James (78e), 3 Carlos Nieto, 2 Olivier Azam (48e), 1 Nick Wood (55e) Remplaçants : 16 Mefin Davies, 17 Christian Califano, 18 Adam Eustace, 19 Jake Boer, 20 Rory Lawson, 21 Jack Adams, 21 Jon Goodridge          |
| Leicester Tigers        | Titulaires : 15 Geordan Murphy, 14 Seru Rabeni (36e), 13 Daniel Hipkiss, 12 Ollie Smith (58e), 11 Alesana Tuilagi, 10 Andy Goode, 9 Frank Murphy (67e), 8 Martin Corry, 7 Shane Jennings (70e), 6 Lewis Moody, 5 Ben Kay, 4 Louis Deacon (56e), 3 Julian White (37e), 2 George Chuter (70e), 1 Marcos Ayerza Remplaçants : 16 James Buckland, 17 Alessandro Moreno, 18 Leo Cullen, 19 Brett Deacon, 20 Ben Youngs, 21 Sam Vesty, 22 Tom Varndell |
| Points marqués          | |
| Gloucester Rugby        | 1 essai de Ryan Lamb (66e), 1 transformation de Willie Walker (66e) et 3 pénalités de Willie Walker (5e, 24e, 43e) |
| Leicester Tigers        | 7 essais de Frank Murphy (10e), Alesana Tuilagi (32e, 52e), Martin Corry (38e), Andy Goode (45e), Shane Jennings (64e) et de Lewis Moody (79e), 3 transformations de Andy Goode (10e, 39e, 52e) et 1 pénalité de Andy Goode (35e) |

## Statistisques

### Meilleurs réalisateurs

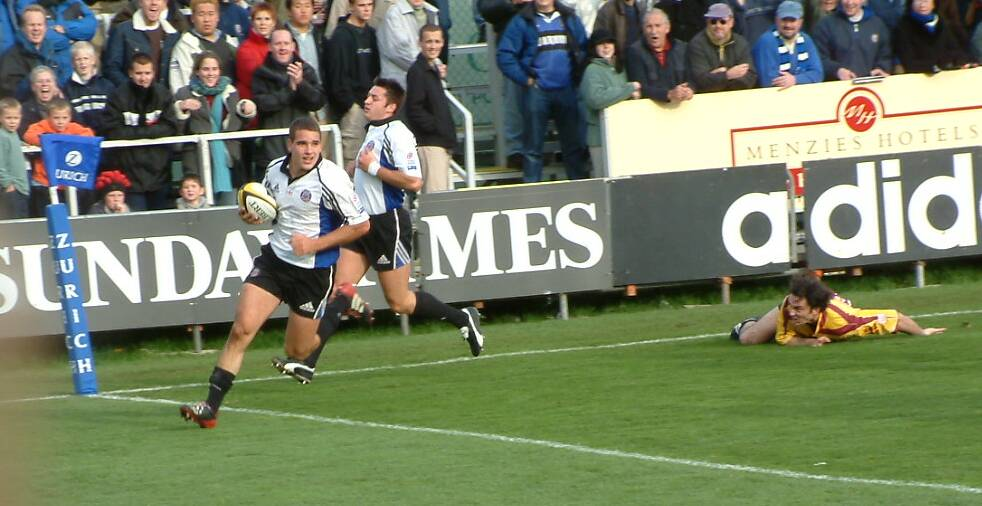
Olly Barkley (Bath)
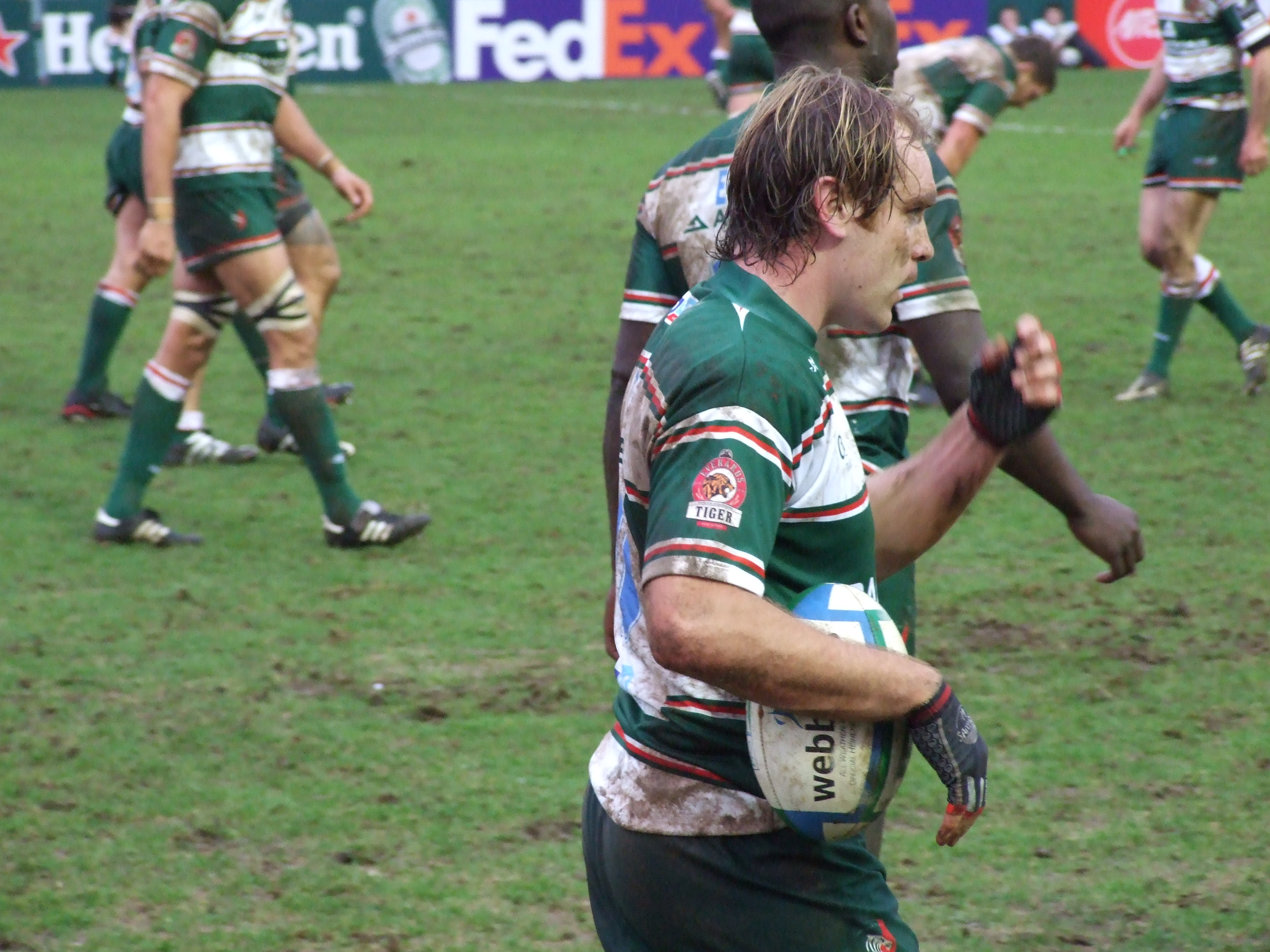
Andy Goode (Leicester)
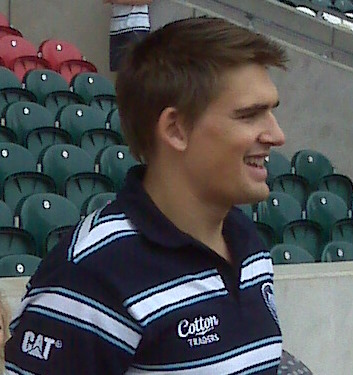
Toby Flood (Newcastle)
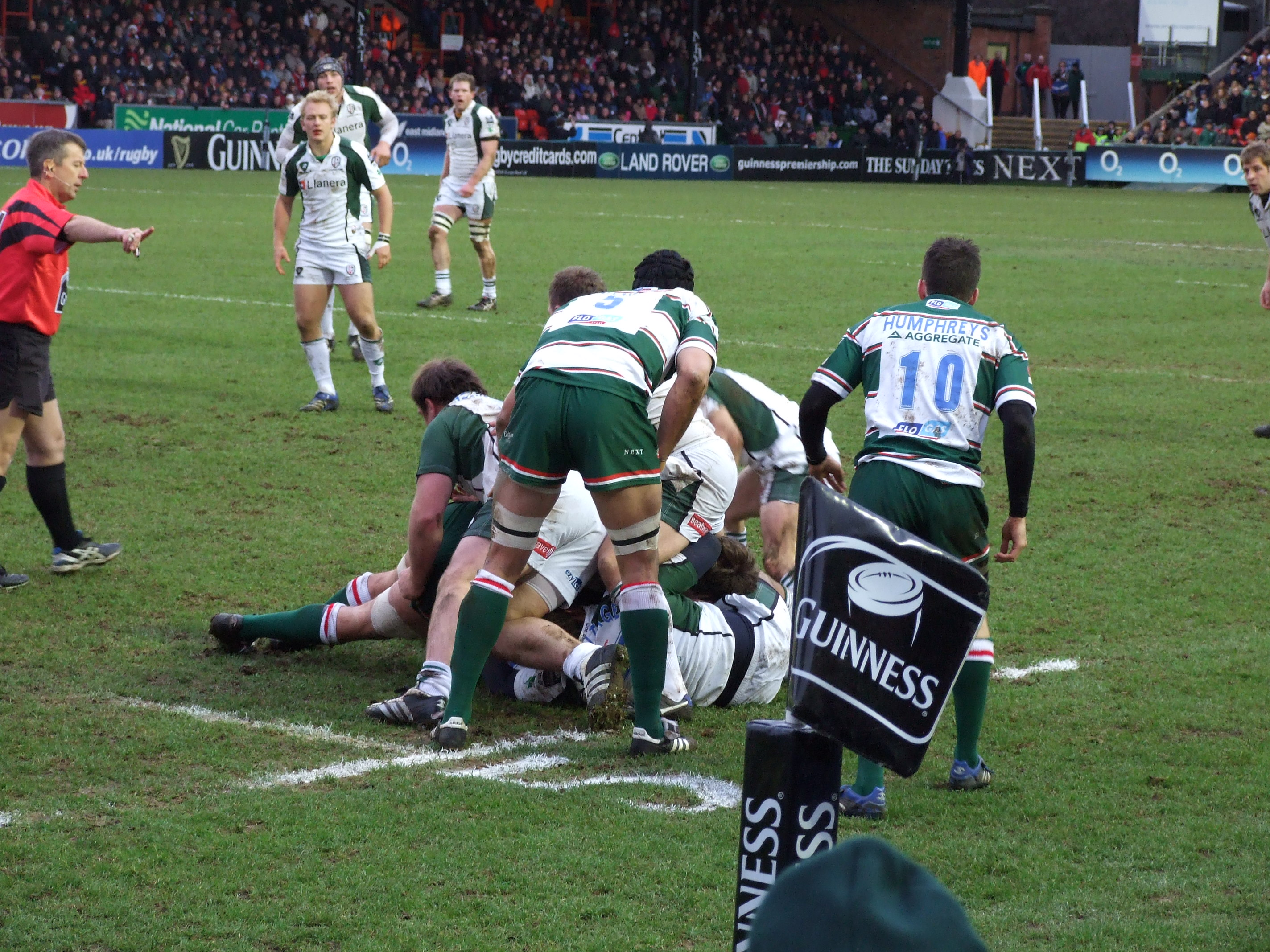
Ian Humphreys (Leicester)

| Rang | Joueur             | Club               | Points | Essais | Transf. | Pén. | Drops |
| ---- | ------------------ | ------------------ | ------ | ------ | ------- | ---- | ----- |
| 1    | Glen Jackson       | Saracens           | 281    | 5      | 35      | 60   | 2     |
| 2    | Oliver Barkley     | Bath Rugby         | 185    | 1      | 18      | 48   | 0     |
| -    | Willie Walker      | Gloucester Rugby   | 185    | 1      | 27      | 40   | 2     |
| 4    | Adrian Jarvis      | Harlequins         | 181    | 1      | 19      | 46   | 0     |
| 5    | Andy Goode         | Leicester Tigers   | 174    | 3      | 21      | 39   | 0     |
| 6    | Shane Drahm        | Worcester Warriors | 156    | 2      | 19      | 32   | 4     |
| 7    | Toby Flood         | Newcastle Falcons  | 89     | 4      | 12      | 15   | 0     |
| 8    | Ryan Lamb          | Gloucester Rugby   | 87     | 3      | 9       | 17   | 1     |
| 9    | Ian Humphreys      | Leicester Tigers   | 84     | 1      | 14      | 17   | 0     |
| -    | Mark van Gisbergen | London Wasps       | 84     | 1      | 11      | 19   | 0     |

### Meilleurs marqueurs

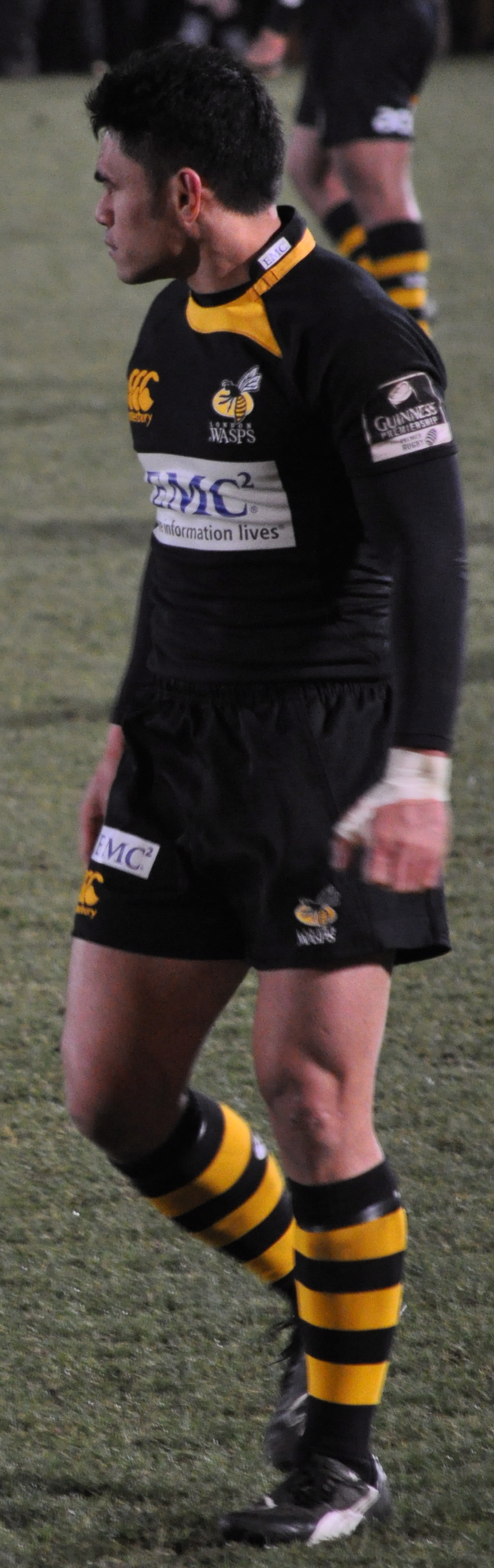
David Lemi (Bristol)
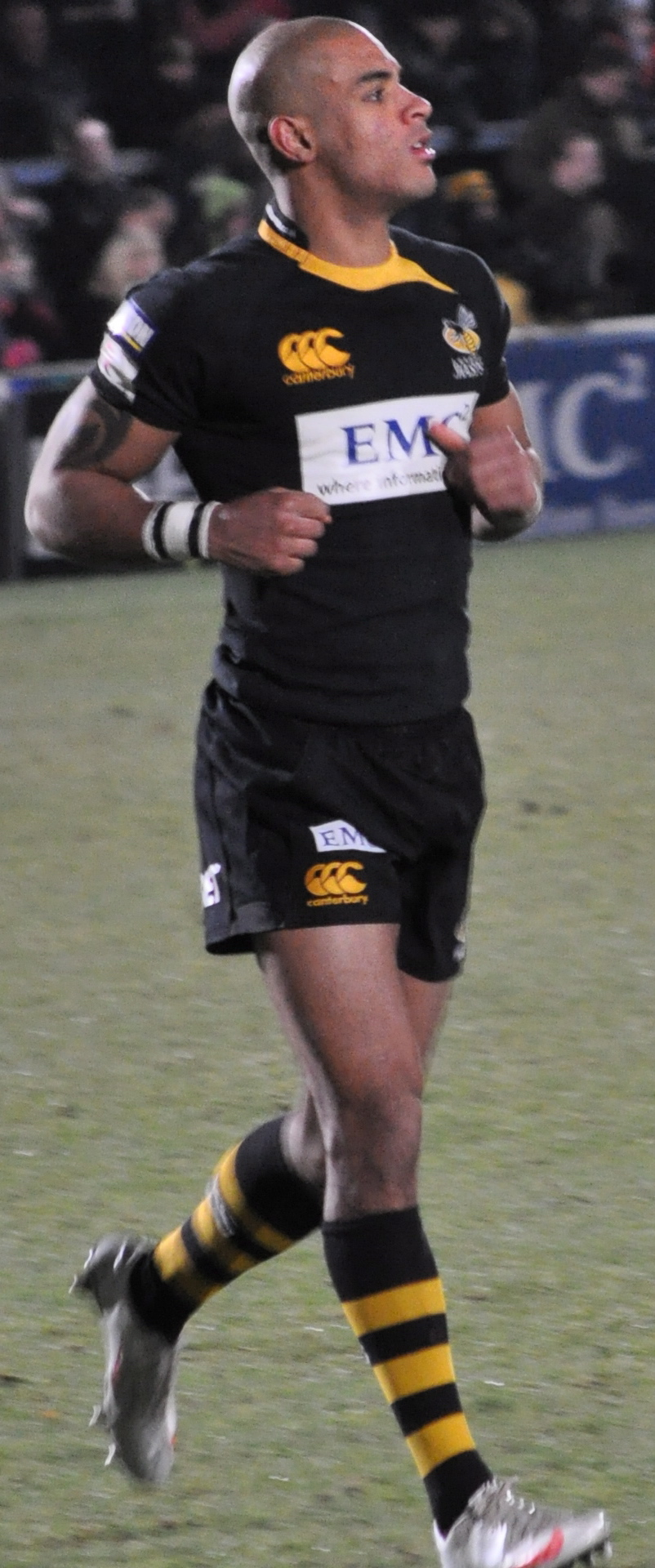
Tom Varndell (Leicester)
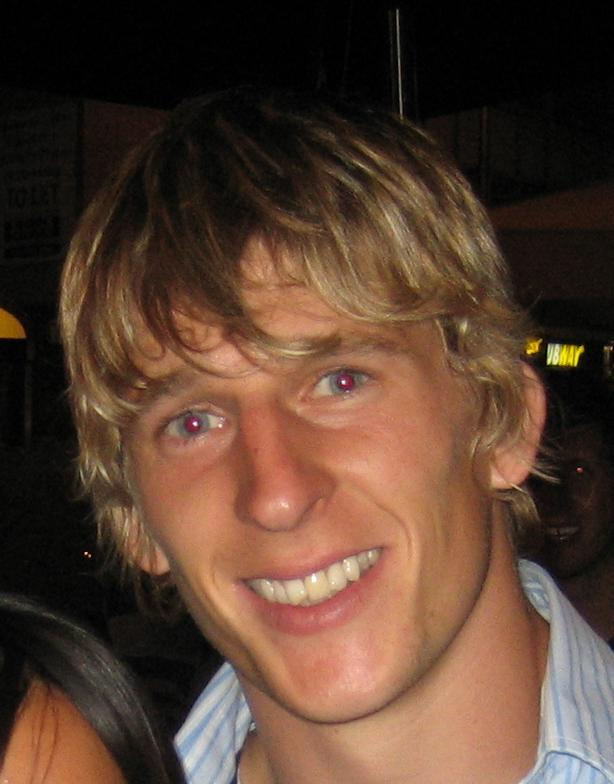
David Strettle (Harlequins)
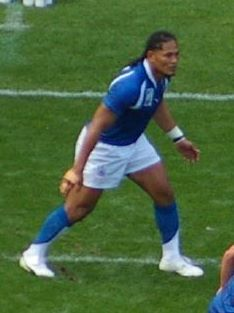
Alesana Tuilagi (Leicester)

| Rang | Joueur          | Club               | Essais |
| ---- | --------------- | ------------------ | ------ |
| 1    | David Lemi      | Bristol Rugby      | 11     |
| 2    | Mike Brown      | Harlequins         | 9      |
| -    | Tom Varndell    | Leicester Tigers   | 9      |
| 4    | Topsy Ojo       | London Irish       | 8      |
| -    | Mark Robinson   | Northampton Saints | 8      |
| -    | Paul Sackey     | London Wasps       | 8      |
| -    | David Strettle  | Harlequins         | 8      |
| -    | Alesana Tuilagi | Leicester Tigers   | 8      |
| 9    | Kameli Ratuvou  | Saracens           | 7      |
| 10   | Chris Bell      | Sale Sharks        | 6      |